# Liste des évêques de La Rochelle

Blason épiscopal de La Rochelle et Saintes.

L'évêque de La Rochelle (depuis 1852, de La Rochelle et Saintes) est à la tête du diocèse catholique français de La Rochelle. Le diocèse moderne, qui succède à l'ancien diocèse de La Rochelle (1648-1790) et à l'ancien diocèse de Saintes, supprimé à la Révolution, couvre le département de la Charente-Maritime. 
L'évêque de La Rochelle et Saintes siège dans la cathédrale Saint-Louis située dans la cité de La Rochelle. La cathédrale Saint-Pierre de Saintes a le titre de cocathédrale. L'évêché de La Rochelle et Saintes est suffragant de l'archevêché de Poitiers, après avoir été suffragant de celui de Bordeaux jusqu'en 2002. 
Le diocèse de La Rochelle est érigé en 1648, succédant ainsi à celui de Maillezais.

## Liste des évêques

### Liste des évêques de La Rochelle
| Portrait | Armoiries | Épiscopat   | Titulaire                                  | Notes                                                        |
| -------- | --------- | ----------- | ------------------------------------------ | ------------------------------------------------------------ |
|          |           | 1648 - 1661 | Jacques Raoul de la Guibourgère            | Dernier évêque de Maillezais, premier évêque de La Rochelle. |
|          |           | 1661 - 1693 | Henri-Marie de Laval de Boisdauphin        |                                                              |
|          |           | 1694 - 1702 | Charles-Madeleine Frézeau de Frézelière    |                                                              |
|          |           | 1702 - 1724 | Étienne de Champflour                      |                                                              |
|          |           | 1725 - 1729 | Jean-Baptiste de Brancas                   |                                                              |
|          |           | 1730 - 1767 | Augustin Roch de Menou de Charnizay        |                                                              |
|          |           | 1768 - 1789 | François-Joseph-Emmanuel de Crussol d'Uzès |                                                              |
|          |           | 1789 - 1801 | Jean Charles de Coucy                      |                                                              |

Le siège épiscopal de La Rochelle est de facto suspendu de 1791 à 1801, la Constitution civile du Clergé instituant le diocèse de la Charente-Inférieure dont l'évêché se situe à Saintes.
À partir du concordat de 1801, le territoire du diocèse de La Rochelle est configuré au sein des frontières départementales.
| Portrait | Armoiries | Épiscopat   | Titulaire                                   | Notes |
| -------- | --------- | ----------- | ------------------------------------------- | ----- |
|          |           | 1802        | Michel-François de Couët du Vivier de Lorry |       |
|          |           | 1802 - 1804 | Jean-François de Demandolx                  |       |
|          |           | 1805 - 1826 | Gabriel-Laurent Paillou                     |       |
|          |           | 1827 - 1835 | Joseph Bernet                               |       |
|          |           | 1836 - 1855 | Clément Villecourt                          |       |

### Liste des évêques de La Rochelle et Saintes
À partir de 1852 avec Clément Villecourt, les évêques du diocèse détiennent la charge épiscopale de La Rochelle et de Saintes, en référence à l'ancien diocèse de Saintes.
| Portrait | Armoiries | Épiscopat                          | Titulaire                                | Notes |
| -------- | --------- | ---------------------------------- | ---------------------------------------- | --- |
|          |           | 1856 - 1867                        | Jean-François-Anne Landriot              | |
|          |           | 1867 - 1883                        | Léon-Benoit-Charles Thomas               | |
|          |           | 1884 - 1892                        | Pierre-Marie-Etienne-Gustave Ardin       | |
|          |           | 1893 - 5 avril 1901                | Edwin Bonnefoy                           | transf.p/Aix (1901) |
|          |           | 5 avril 1901 - 28 septembre 1906   | Émile-Paul-Angel Constant Le Camus       | |
|          |           | 30 novembre 1906 - 7 mars 1923     | Jean-Auguste François Eutrope Eyssautier | |
|          |           | 23 décembre 1923 - 8 novembre 1937 | Eugène Curien                            | resigné en 1937 |
|          |           | 7 mars 1938 - 10 août 1955         | Louis Liagre                             | |
|          |           | 10 août 1955 - 23 mars 1963        | Xavier Morilleau                         | resigné en 1963 |
|          |           | 1er juillet 1963 - 17 août 1979    | Félix-Marie Verdet                       | retiré en 1979 |
|          |           | 17 août 1979 - 8 septembre 1983    | François Marie Favreau                   | transf.p/Nanterre (1983) |
|          |           | 21 février 1985 - 2 février 1996   | Jacques David                            | transf.p/Évreux (1996) |
|          |           | 1996 - 2006                        | Georges Pontier                          | transf.p/Marseille (2006) |
|          |           | (2006 - 2016)                      | Bernard Housset                          | retiré en 2016 pour raison d'âge. |
|          |           | (2016 - en cours)                  | Georges Colomb                           | Mis en retrait le 13 juin 2023. Le 22 juin, le pape François nomme François Jacolin, évêque de Luçon, administrateur apostolique sede plena.                               |
|          |           | (2025 - en cours)                  | Pierre-Antoine Bozo                      | Le 19 août 2025, Pierre-Antoine Bozo est nommé évêque coadjuteur du diocèse avec des facultés spéciales « pour exercer tout le pouvoir qui revient à l'évêque diocésain ». |

## Référence
1. ↑  « Mgr Pierre-Antoine Bozo nommé évêque coadjuteur de La Rochelle », sur KTO, 19 août 2025 (consulté le 19 août 2025).